# Роздоріжжя (Доктор Хто)
Роздоріжжя (англ. The Parting of the Ways) — тринадцятий та заключний епізод першого сезону британського науково-фантастичного телесеріалу «Доктор Хто». Уперше епізод транслювався на телеканалі BBC One 18 червня 2005 року. У цьому епізоді востаннє з'являється Крістофер Екклестон у ролі Дев'ятого Доктора та уперше з'являється Девід Теннант у ролі Десятого. Епізод є другою частиною двосерійної історії разом з попередньою серією «Злий вовк».
В цьому епізоді далеки проводять в році 200100 вторгнення на навколоземний Супутник №5 з наміром захопити якомога більше людей для вирощування нових представників своєї раси. Дев'ятий Доктор використовує передавач супутника для того, щоби знищити всіх нападників, водночас повертаючи свого компаньйона Роуз Тайлер додому задля її безпеки.

## Сюжет
Далеки знаходять TARDIS у космосі та запускають проти нього ракети. Джек Харкнесс створив силове поле навколо TARDIS, яке захищає його від ударів. TARDIS матеріалізується на борту корабля Далеків, навколо Роуз.
Мандрівники виходять з TARDIS, а силове поле продовжує їх захищати. Доктор запитує, яким чином далеки пережили Війну часу, на що він отримує відповідь «Вони вижили... через мене» від імператора далеків.

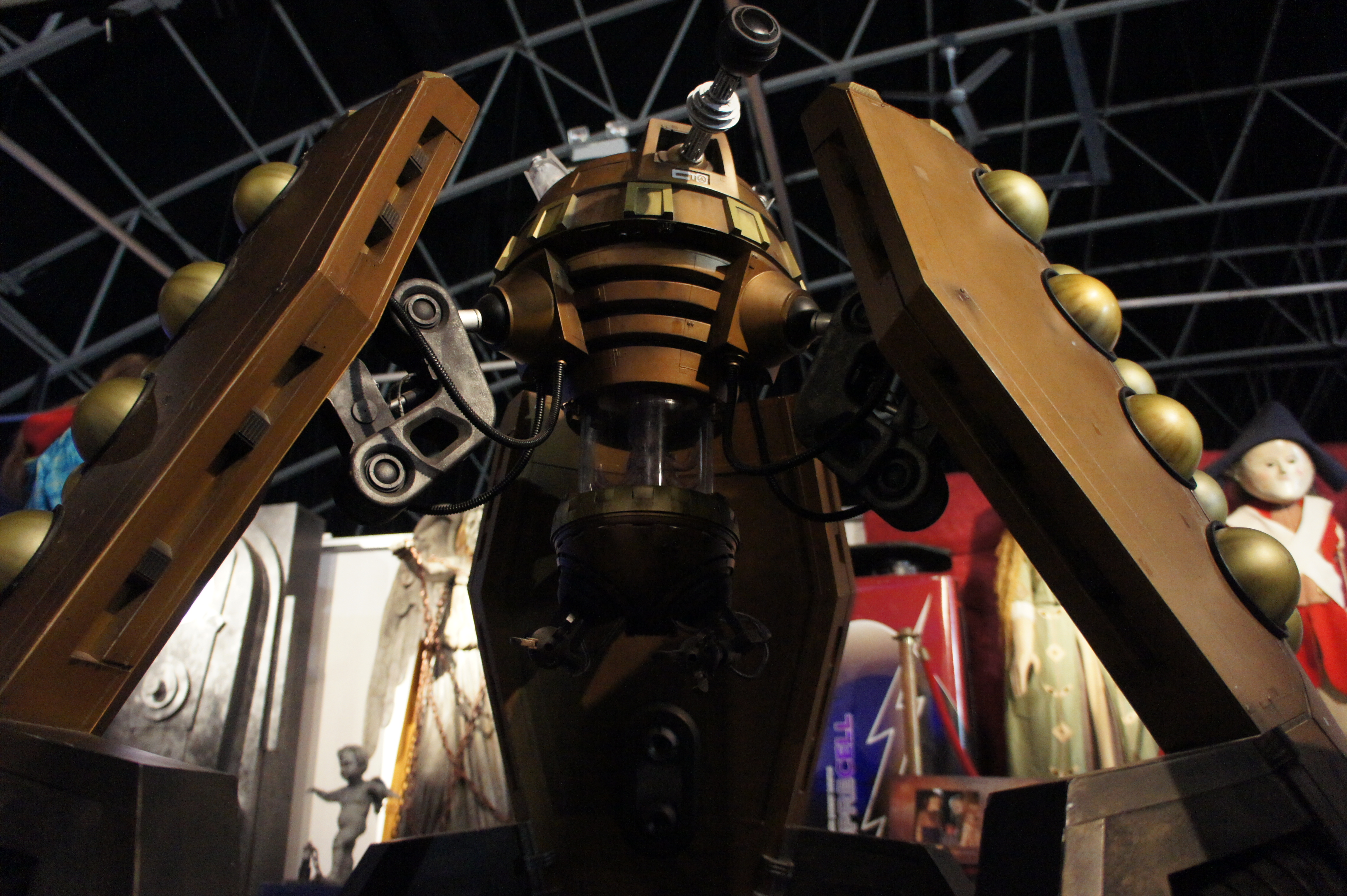
Імператор далеків на виставці Doctor Who Experience

Імператор пояснює, що хоч Доктор знищив усіх далеків протягом війни, його корабель вижив: «провалюючись у часі — скалічений, але живий». Далеки, що вижили, провели століття, ховаючись у «темному космосі», тихо відновлюючись, проникаючи в земні системи, забираючи людей та перетворюючи людський матеріал в армію далеків. Імператор проголошує себе богом усіх далеків. Мандрівники знову входять в TARDIS та повертаються на 500-й поверх Супутника №5. Флот далеків починає рухатися до Землі, імператор дає наказ очистити планету вогнем і перетворити її на свій храм.
Знаходячись на поверсі 500 Супутника №5, Доктор вирішує створити умови для передачі хвилі Дельта — енергетичної хвилі, яка знищить усе живе у радіусі вибуху, знищивши життя на Землі та далеків. Джек створює захисне поле на шести верхніх рівнях станції, унаслідок чого далекам доведеться увійти на поверх 494 та піднятися до поверху 500. Роуз залишається з Доктором, щоб допомогти йому підготувати до передачі хвилю, а інші спускаються на поверх 000, щоб знайти добровольців у боротьбі з далеками. Далеки проникають на Супутник №5, знищуючи всіх на ньому.
На поверсі 000 лише декілька людей приєднуються до захисників. На поверсі 500 хвиля Дельта починає формуватися, але для її завершення потрібно забагато часу. Доктор вводить Роуз в TARDIS та відправляє додому, на початок 21 століття.
При всьому бажанні повернутись та допомогти Доктору, Роуз не може змусити TARDIS знову працювати. До неї прибігає Міккі, а Роуз обіймає його, плачучи. Джекі та Міккі намагаються переконати Роуз мирно продовжити своє життя без Доктора. Роуз помічає слова «Злий вовк», накреслені на площі та у якості графіті, та розуміє, що ці слова — не попередження, а повідомлення, яке говорить їй про можливість повернутися до Доктора. Вона каже Міккі, що TARDIS телепатичний, і щоб встановити з ним контакт, їм необхідно відкрити його панель управління, щоби потрапити до серця TARDIS. Перша їхня спроба відкрити панель управління є марною.
На Землю 200100 року приземлюється флот далеків та знищує людство на ній, змінюючи форму континентів. Джек після смерті всіх інших захисників Супутника відступає на поверх 500.
До Міккі та Роуз прибуває Джекі з евакуатором, після чого їм вдається відкрити панель управління TARDIS. Роуз дивиться в його серце, і енергія зсередини надходить до її очей. Двері TARDIS самостійно закриваються, а TARDIS повертається з Роуз до Доктора, залишивши Джекі та Міккі у своєму часі.
Джек гине тоді, коли Доктор закінчує формування хвилі Дельта. Далеки проникають до Доктора. Коли Доктор готується до свого знищення, за ним матеріалізується ТАРДІС. Його двері відчиняються, з них виходить сяюча Роуз у ролі Злого вовка. Доктор каже Роуз, що вона зазирнула у вихор часу, який ніхто не повинен бачити.
Роуз відбиває атаки далеків та пояснює їх імператору, що вона — Злий вовк, а їй довелось пронести ім'я власників Супутника №5 крізь час та простір. Роуз вбиває імператора та всіх далеків, проголошуючи закінчення Війни часу. Роуз повертає своєю силою життя Джеку Харкнессу. Їй не вдається позбутися цієї сили, яка починає її руйнувати.
Знаючи про близьку смерть Роуз, Доктор цілує її, втягуючи енергію в себе. Коли Роуз падає без свідомості, Доктор вивільняє енергію вихору назад у TARDIS, який покидає Супутник №5 без Джека. Коли Роуз повертається до свідомості, Доктор регенерує та вітається з нею в новій формі.

## Знімання епізоду
Цей епізод був першим у сезоні, для якого перед трансляцією не було зроблено прес-показу. Однак цей епізод показали для BAFTA 15 червня 2005 року.
За словами Рассела Ті Девіса, Джеку Харкнессу виділили меншу кількість часу в епізоді, оскільки вони хотіли показати вплив регенерації на Роуз. Джек повернувся у спін-оффі серіалі «Доктор Хто» «Торчвуд», трансляція якого почалась у жовтні 2006 року. В інтерв'ю Doctor Who Magazine, Рассел Т. Девіс, заявив, що альтернативна кінцівка цього епізоду була написана та знята з наміром бути показаною пресі, щоб приховати секрет регенерації. Ця ідея була відкинута, коли покидання Екклстоном серіалу було розкрито раніше, аніж передбачалося. 
«Неправильна» кінцівка повинна була мати подібний діалог до телевізійної фінальної сцени, але TARDIS сканував би Роуз, а глядачі побачили напис на дисплеї: "ЖИТЄВА ФОРМА ГИНЕ". Девіс вважав цю сцену менш вдалою, аніж показану, але висловив припущення, що вона може підійти для екстра-епізодів на DVD.

## Трансляція епізоду та відгуки
Епізод «Роздоріжжя» отримав за ніч 6,2 мільйонів глядачів та частку аудиторії 42%, ставши найпереглядуванішим епізодом за ніч. Після підрахунку остаточного рейтингу кількість глядачів зросла до 6,91 мільйонів.
Дек Хоган з «Digital Spy» написав, що фінал епізоду «мав риси антиклімаксу», у якому «підвела» розв'язка значення слів «Злий вовк», а регенерація Доктора була «дещо зашвидкою» та «якій бракувало тієї емоційної напруги, яка була однією з найкращих ознак серіалу» SFX дав епізоду «Роздоріжжя» оцінку дев'ять з десяти, назвавши дану двосерійну історію «найкращою роботою сезону» Расселла Т. Девіса, особливо хвалячи емоційні моменти. Однак, у журналі було зауважено, що епізод підвели Deus ex machina під час трансформації Роуз та розв'язка зі значенням вислову «Злий вовк».